# Casteil
Casteil (en catalán Castell de Vernet) es un municipio francés situado en el departamento de los Pirineos Orientales y la región Languedoc-Rosellón. Pertenece al distrito y al cantón de Prades y contaba con 125 habitantes en 2007.
Sus habitantes reciben el gentilicio de Casteillais en francés y de Castellencs o Castellaires en catalán.

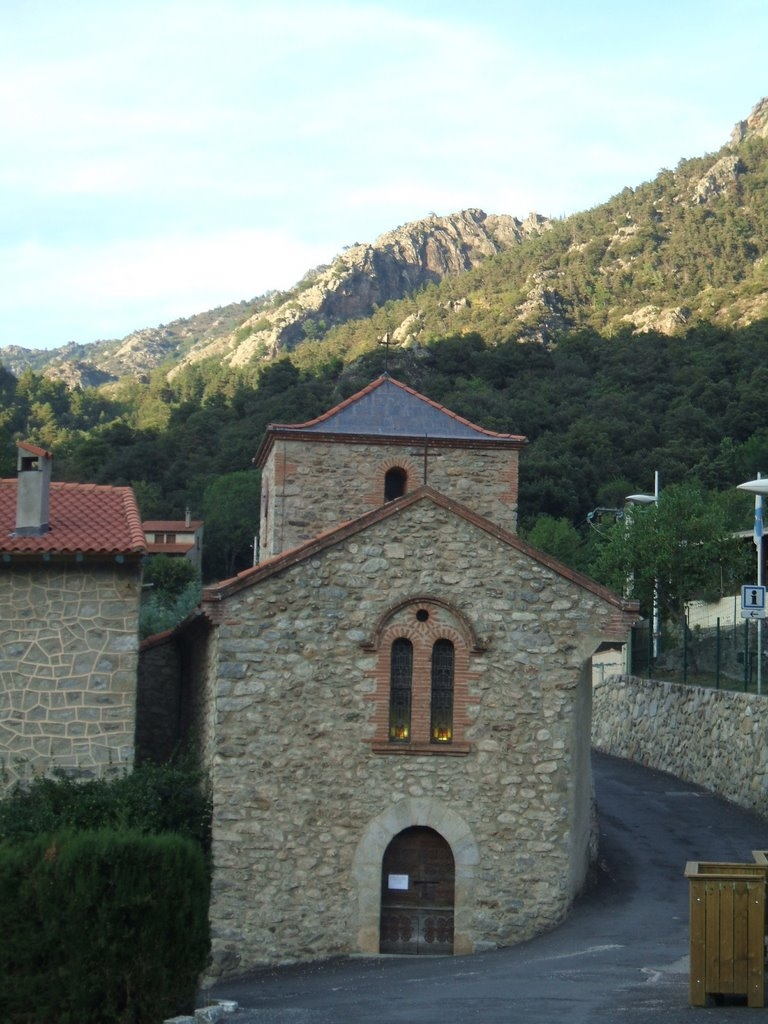
Fachada de la iglesia actual

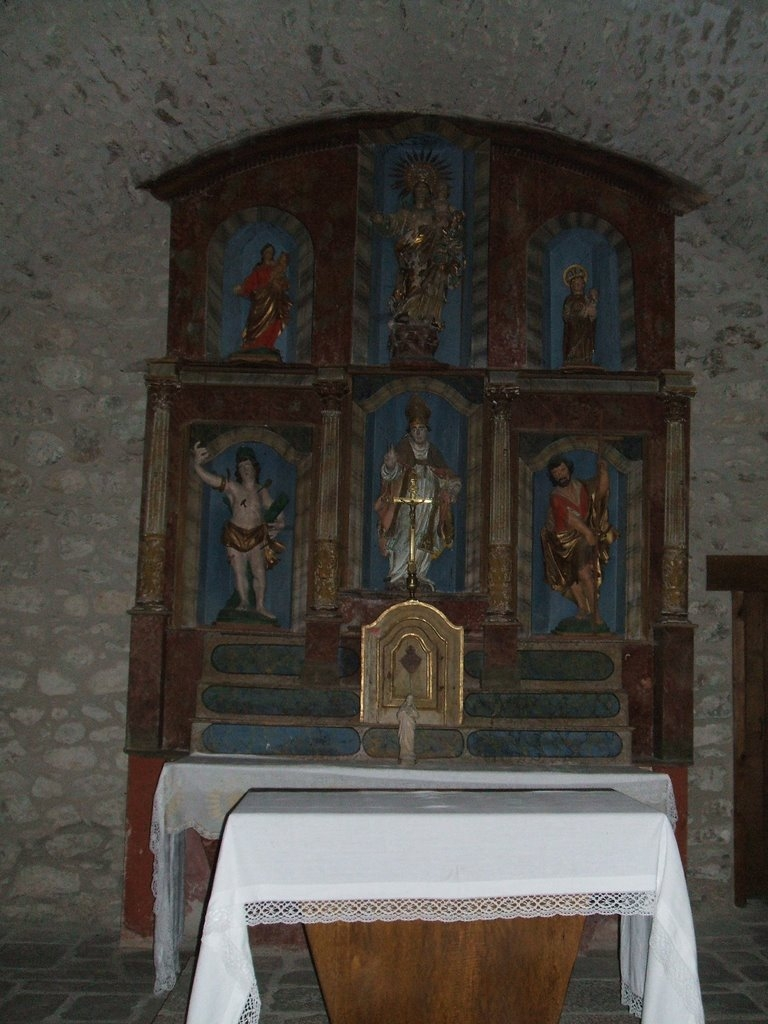
Retablo del altar mayor

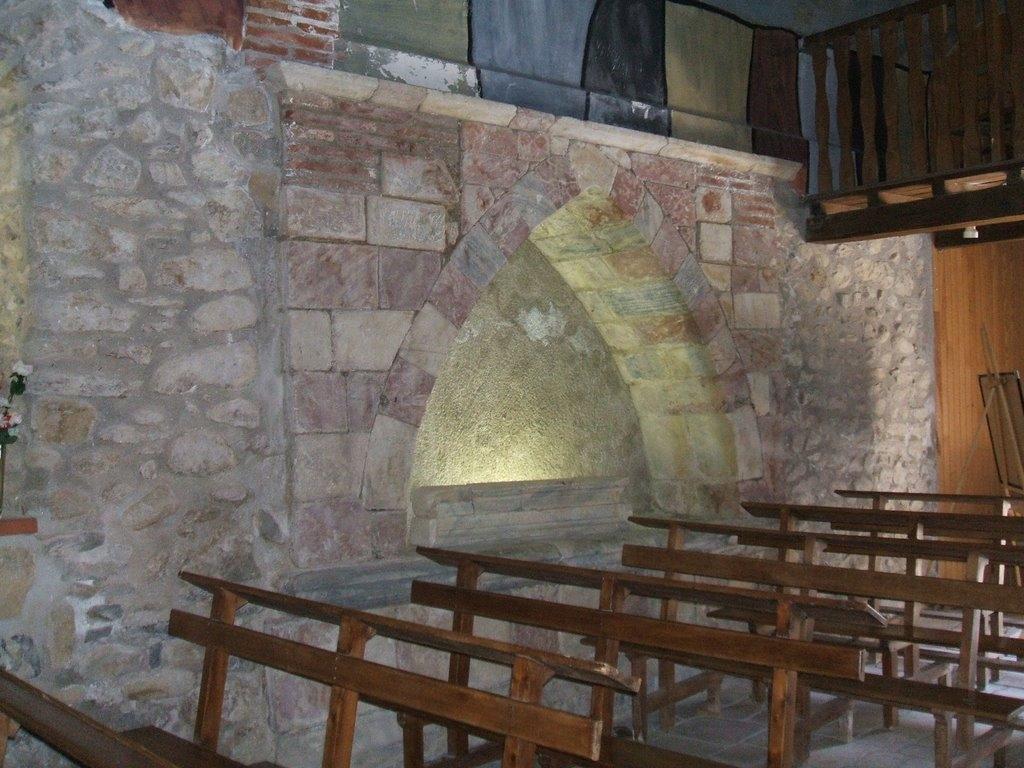
Mausoleo del conde Guifredo

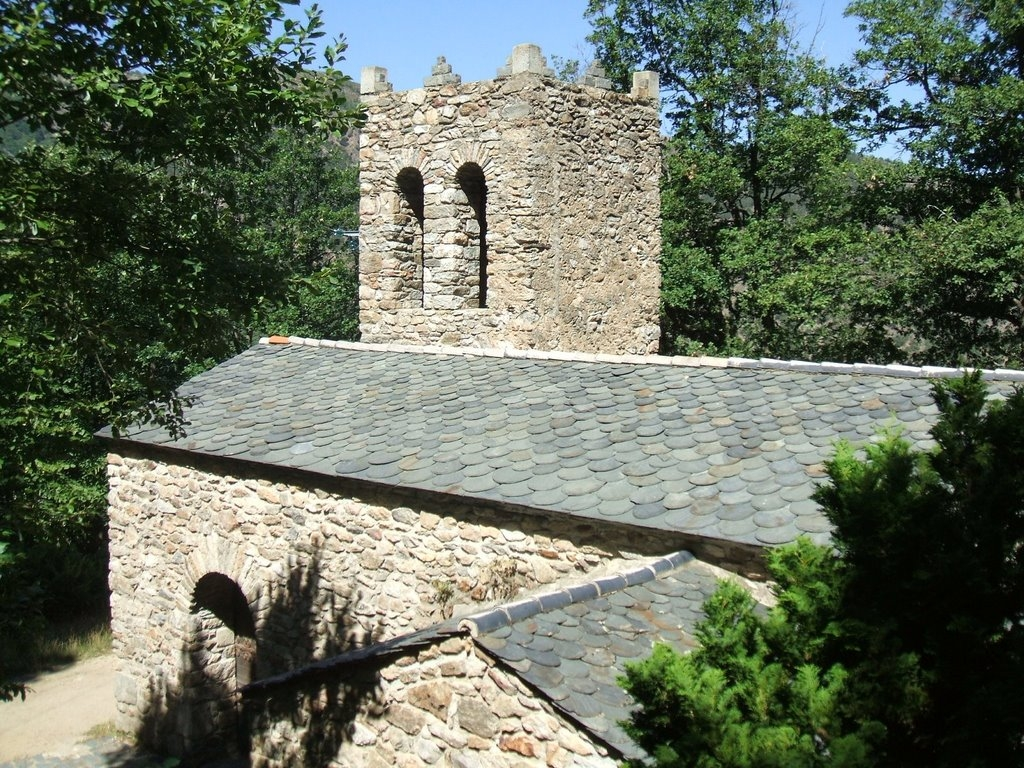
Saint-Martin-le-Vieux

## Geografía
- El pueblo de Casteil se sitúa en los Pirineos, a los pies del macizo del Canigou, en el valle del Cady.
- El municipio forma parte del parque natural Regional de los Pirineos Catalanes.

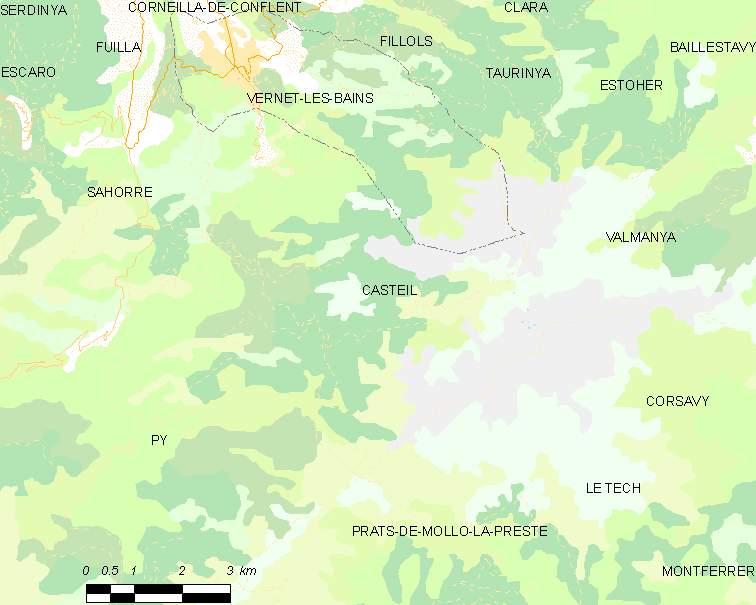
Situación de Casteil

## Historia
- Hay relativamente pocas cosas que decir sobre la historia del pueblo de Casteil propiamente dicho. Dominado por el castillo de los señores de Vernet del siglo IX al siglo XII, cuando fue transferido a su emplazamiento actual en la cumbre del pueblo de Vernet-les-Bains. El topónimo "Casteil" viene además de la presencia de este castillo señorial, del cual no quedan más que algunos vestigios cerca de la iglesia Saint-Martin-le-Vieux.
- La comunidad va a depender de la abadía de San Martín del Canigó junto con Vernet-les-Bains durante varios siglos.
- El pueblo se ha desarrollado a los pies del emplazamiento del primer castillo, en torno a un oratorio creado en el siglo XV y convertido en iglesia parroquial en el siglo XVIII, después del abandono de la iglesia Saint-Martin-le-Vieux.
- Hoy el municipio es bastante valorado en verano, puesto que se beneficia de su situación entre el Canigou (para los aficionados al senderismo) y la estación termal de Vernet-les-Bains. Están disponibles en el territorio varias casas de alquiler, además de un hotel-restaurante.

## Administración
De 2001 a 2008, el alcalde de Casteil es Alain Margail.

## Demografía
| 42 | 59 | 50 | 52 | 102 | 130 |
| Para los censos de 1962 a 1999 la población legal corresponde a la población sin duplicidades (Fuente: INSEE [Consultar]) |    |    |    |     |     |

## Lugares y monumentos
- El municipio es conocido principalmente por ser la sede de la abadía de San Martín del Canigó, que se situada a aproximadamente de media hora a una hora de marcha por una carretera pavimentada.
- También es el punto de partida de numerosas excursiones en los macizos cercanos (entre ellos, evidentemente, el Canigou).
- Iglesia parroquial Saint-Martin:
  - Situada en el corazón del pueblo actual, era en un principio un oratorio al parecer establecido en el siglo XV. Se convirtió en parroquia después del abandono de Saint-Martin-le-Vieux, hacia 1658. Esta citación menciona la iglesia Sant Martí lo Vell, lo que significa que ya existía la actual iglesia parroquial. Una restauración emprendida recientemente ha permitido realzar este edificio lleno de encanto.
  - La construcción actual data de los siglos XVII y XVIII. Está construida de guijarros y ladrillos, y comporta una nave única con un ábside plano abovedado en cañón, dotada de una capilla lateral al norte. La torre del campanario fue elevada sobre el tramo del coro.
  - El antiguo mausoleo del conde Guifredo, fundador de la abadía de San Martín, fue transferido al edificio durante la Revolución francesa y fue integrado en el muro sur de la nave, para impedir la profanación de la tumba en 1793. Construido en mármol rosa de Villefranche, el monumento se compone de un nicho coronado por un arco agudo. Data del siglo XIV. Dentro de este nicho se depositó la inscripción funeraria.
- Iglesia Saint-Martin-le-Vieux (Sant Martí Vell)
  - La iglesia se sitúa en la carretera que conecta Casteil a la abadía de San Martín, cerca del primitivo castillo de los señores de Vernet. De estilo románico y antigua iglesia parroquial del pueblo, fue abandonada en el siglo XVII en favor de la iglesia actual. Totalmente desatendido, el edificio, que se derrumbó, desapareció pronto casi totalmente bajo la vegetación. Cuando se decidió restaurarlo en 1978, sólo quedaban los niveles inferiores del campanario y de la iglesia. Se tuvo que reconstruir casi el edificio entero.
- Abadía de San Martín del Canigó

## Personalidades ligadas al municipio
- El conde Guifredo, fundador de la abadía de San Martín del Canigó.